# Clásicos y reverentes
Clásicos y Reverentes fue un talent show de músicos de orquesta emitido por La 2 de Televisión Española. 

## El programa
El concurso estaba dirigido a jóvenes músicos que tenían como premio participar en una gala final con la Orquesta Sinfónica de RTVE interpretando obras de música clásica y películas en Teatro Auditorio de San Lorenzo de El Escorial. En la segunda temporada se añadió un premio metálico de 5.000 euros para el ganador.
En su primera temporada, el programa lo presentó Sheila Izquierdo (Virtuosos, Cifras y Letras), mientras que en la segunda el encargado fue Juan Antonio Simarro, compositor de música clásica.
Los músicos deben mostrar sus aptitudes ante un jurado de expertos. Este lo componen Máximo Pradera, Albert Batalla, Judith Mateo y Ramón Torrelledó. En la segunda temporada Ana Curra sustituye a Ramón Torrelledó. 
En cada programa los jóvenes reciben clases magistrales de tres profesores de la Orquesta Sinfónica de RTVE: Yulia Iglinova, Mario Torrijo y Raúl Benavent. En la segunda temporada se incorpora Salvador Barberá como profesor.
En febrero de 2018 el programa fue galardonado con el Premio Especial de la XXIII edición de los Premios Zapping.
El 15 de octubre de 2018 el programa fue premiado con uno los Premios Iris del Jurado 2018 por ser un programa “que pone de manifiesto el servicio público de la televisión y dedica un espacio a reivindicar la cultura en general y la música clásica en particular".
La finalista de la primera edición, Sara Valencia, fue escogida internamente por RTVE para representar a España en el Festival de Eurovisión de Jóvenes Músicos de 2018 que se celebró en Edimburgo entre el 18 y 23 de agosto. La violinista Sara Valencia interpretó Capricho Vasco de Pablo Sarasate, Capricho nº 13 en Si bemol Mayor de Niccolò Paganini y el tercer movimiento del Concierto para violín nº 1 en Sol menor opus 26 de Max Bruch. No pasó a la final.

## Equipo

### Presentadores
| Presentador          | Información                    | Temporada | Temporada |
| Presentador          | Información                    | 1         | 2         |
| -------------------- | ------------------------------ | --------- | --------- |
| Sheila Izquierdo     | Presentadora de televisión     |           |           |
| Juan Antonio Simarro | Compositor y productor musical |           |           |

### Jurado
| Jurado           | Información                          | Temporada | Temporada |
| Jurado           | Información                          | 1         | 2         |
| ---------------- | ------------------------------------ | --------- | --------- |
| Ramón Torrelledó | Director de orquesta                 |           |           |
| Albert Batalla   | Subdelegado artístico de la OSYCRTVE |           |           |
| Judith Mateo     | Violinista                           |           |           |
| Máximo Pradera   | Periodista                           |           |           |
| Ana Curra        | Profesora y compositora              |           |           |

### Profesorado
| Profesores       | Información   | Temporada | Temporada |
| Profesores       | Información   | 1         | 2         |
| ---------------- | ------------- | --------- | --------- |
| Mario Torrijo    | Tubista       |           |           |
| Raúl Benavent    | Percusionista |           |           |
| Yulia Iglinova   | Violinista    |           |           |
| Salvador Barberá | Oboista       |           |           |

En el acompañamiento del piano se encuentra Eduardo Frías. En algunas ocasiones le sustituye Javier Herguera o Pablo Jara.
En las semifinales de ambas temporadas los profesores ejercen de jurado junto al director de la Orquesta Sinfónica de RTVE Miguel Ángel Gómez Martínez que es quien toma la decisión final. 

## Primera temporada

### Aspirantes
| Nombre                        | Procedencia                       | Edad    | Instrumento      |
| ----------------------------- | --------------------------------- | ------- | ---------------- |
| Adrián Arjona García          | Langreo, Asturias                 | 23 años | Oboe             |
| Carlos Tavira Molina          | Beas de Segura, Jaén              | 21 años | Trompeta         |
| Carlos Caballero Moreno       | Doña Mencía, Córdoba              | 21 años | Clarinete        |
| Paola Carcasona Otal          | Huesca                            | 20 años | Flauta travesera |
| Paula Sastre Niño             | Madrid                            | 14 años | Violín           |
| Daniel López Arribas          | Simancas, Valladolid              | 20 años | Fagot            |
| Ainara Martín Torre           | Puerto de Santa María, Cádiz      | 19 años | Flauta travesera |
| Javier Navas Sánchez          | Onil, Alicante                    | 20 años | Violín           |
| Daniel Rodríguez Medina       | Cuart de Poblet, Valencia         | 21 años | Trombón          |
| Onofre Casades Lapiedra       | Valencia                          | 24 años | Arpa             |
| Carlos Rafael Martínez Arroyo | Cabra, Córdoba                    | 18 años | Violín           |
| Isabel Morello López          | Málaga                            | 22 años | Flauta Travesera |
| Óscar Vázquez Valiño          | Caldas de Reyes, Pontevedra       | 17 años | Trombón bajo     |
| Javier Vidal González         | Alhama de Murcia, Murcia          | 23 años | Percusión        |
| Jaime González Díaz           | Madrid                            | 23 años | Clarinete        |
| Inmaculada Veses Gil          | Lliria, Valencia                  | 20 años | Oboe             |
| Sara Valencia Villeta         | Madrid                            | 17 años | Violín           |
| Alba Escobar Ortega           | Sevilla                           | 21 años | Flauta travesera |
| Luis Miguel Aguilar Mula      | Sevilla                           | 18 años | Clarinete        |
| Jimena Eisele Farag           | Madrid                            | 13 años | Arpa             |
| Helena Garreta Suárez         | Madrid                            | 28 años | Arpa             |
| Annibel Guitiérrez            | Guanare, Venezuela                | 22 años | Violonchelo      |
| Miguel Rueda Carpio           | Torredonjimeno, Jaén              | 34 años | Trompeta         |
| Jorge Giménez Cerdó           | Palma de Mallorca, Islas Baleares | 16 años | Violonchelo      |
| Ángel Pareja Francisco        | Málaga                            | 22 años | Flauta travesera |
| Teresa Álvarez García         | Salamanca                         | 23 años | Violonchelo      |
| Alicia Martínez Trillo        | Cartagena (España), Murcia        | 21 años | Violín           |
| Noel Sáez Tur                 | Ibiza, Islas Baleares             | 20 años | Percusión        |
| Vicente Pellicer Dolz         | Alcira, Valencia                  | 20 años | Fagot            |
| Ernest Serna Cabañero         | Cuart de Poblet, Valencia         | 20 años | Trompeta         |
| David Cano Barranco           | Jaén                              | 22 años | Percusión        |
| Iván Jiménez González         | Valdepeñas, Ciudad Real           | 20 años | Flauta travesera |
| Antonio Lasheras Torres       | Rafal, Alicante                   | 18 años | Trompa           |
| Juan Camilo Tróchez Guzmán    | Cali, Colombia                    | 21 años | Trombón de varas |
| María Martín Ruiz             | Granada                           | 20 años | Fagot            |
| Bernardino Assunáo Sales      | Moncofa, Valencia                 | 24 años | Clarinete        |
| María Teresa López Berenguer  | Melilla                           | 19 años | Flauta travesera |
| Javier Martín de la Torre     | Puerto de Santa María, Cádiz      | 17 años | Viola            |
| Guillermo Artés Amate         | Alhama de Almería, Almería        | 23 años | Trompa           |
| Jesús Reíllo Martínez         | Pedro Muñoz, Ciudad Real          | 17 años | Percusión        |
| Javier Prieto Dólera          | Madrid                            | 19 años | Oboe             |
| Daniel Mozas Lozano           | Logroño                           | 27 años | Percusión        |
| Pablo Neva Collazo            | Marín, Pontevedra                 | 17 años | Trompa           |
| Alberto Bonillo Losa          | Tomelloso, Ciudad Real            | 20 años | Trombón de varas |
| Saulo José Guerra Marrero     | Villa de Moya, Gran Canaria       | 22 años | Clarinete        |
| Andrea Blázquez               | Madrid                            | 25 años | Flauta travesera |
| Alberto Muñoz Vicente         | Castellón de la Plana             | 31 años | Violonchelo      |
| Iván Ramón Martínez           | Petrel, Alicante                  | 22 años | Clarinete        |
| Iván Toboso Llopis            | Vinalesa, Valencia                | 31 años | Trombón          |
| Adrián Higuera Rueda          | Santander, Cantabria              | 24 años | Percusión        |

### Desarrollo
En cada programa 5 concursantes interpretan una obra libre escogida por ellos y se les puntúa con una cantidad de luces que varían entre 0 luces y 12 luces, siendo esta la mayor puntuación. Cada miembro del jurado otorga hasta un máximo de 3 luces. Para la segunda fase pasan 3 concursantes. En esta fase tocan una obra obligatoria. Para ello les imparten clases con uno de los tres profesores. Así como en la primera fase es obligatorio que pasen 3 concursantes, en la segunda fase no es necesario que gane solo un concursante. Los ganadores de cada programa pasan a una final donde volverán a interpretar otras obras con el objetivo de ser elegidos para un concierto con la Orquesta Sinfónica de RTVE. El concierto final fue presentado por Anne Igartiburu. Para los programas 3, 4 y 5 se incluyeron en el plató adornos navideños.

#### Programa 1 (10/12/2017)
| Concursante             | Fase 1                                                                                   | Fase 1     | Fase 2                                                                            | Fase 2     |
| Concursante             | Obra libre                                                                               | Puntuación | Obra obligatoria                                                                  | Puntuación |
| ----------------------- | ---------------------------------------------------------------------------------------- | ---------- | --------------------------------------------------------------------------------- | ---------- |
| Paola Carcasona Otal    | Tres piezas para flauta sola, Toan-Yan (Pierre-Octave Ferroud)                           | 6 luces    |                                                                                   |            |
| Carlos Tavira Molin     | Fantasia eslava para trompeta y piano (Carl Höhne)                                       | 9 luces    | Concierto para trompeta y orquesta en mi bemol mayor (Joseph Haydn)               | 11 luces   |
| Adrián Arjona García    | Concierto para oboe Opus 144, primer movimiento (Richard Strauss)                        | 5 luces    |                                                                                   |            |
| Carlos Caballero Moreno | Solo de concours para clarinete y piano (André Messager)                                 | 7 luces    | Concierto para clarinete en La Mayor, primer movimiento (Wolfgang Amadeus Mozart) | 8 luces    |
| Paula Sastre Niño       | Concierto para violín en Mi menor Op. 64, Allegro molto appassionato (Felix Mendelssohn) | 12 luces   | Concierto nº 4 en Re Mayor, primer movimiento (Wolfgang Amadeus Mozart)           | 11 luces   |

#### Programa 2 (17/12/2017)
| Concursante             | Fase 1                                                                | Fase 1     | Fase 2                                                                 | Fase 2     |
| Concursante             | Obra libre                                                            | Puntuación | Obra obligatoria                                                       | Puntuación |
| ----------------------- | --------------------------------------------------------------------- | ---------- | ---------------------------------------------------------------------- | ---------- |
| Daniel López Arribas    | Tríptico para fagor solo, El borracho (Vincenzo Menghini)             | 8 luces    | Concierto para fagot K191, primer movimiento (Wolfgang Amadeus Mozart) | 12 luces   |
| Ainara Martín Torre     | Nocturno y allegro scherzando, primer movimiento (Philippe Gaubert)   | 6 luces    | Concierto en Re Mayor Op 283 (Carl Reinecke)                           | 5 luces    |
| Javier Navas Sánchez    | Cantabile para violín y piano Opus 17 (Niccolò Paganini)              | 5 luces    |                                                                        |            |
| Daniel Rodríguez Medina | Sonatina para trombón y piano, segundo movimiento (Jacques Castérède) | 5 luces    |                                                                        |            |
| Onofre Casades Lapiedra | Sonata K81 (Domenico Scarlatti)                                       | 7 luces    | Viejo Zortzico (Jesús Guridi)                                          | 7 luces    |

#### Programa 3 (24/12/2017)
| Concursante                   | Fase 1                                                         | Fase 1     | Fase 2                                                                       | Fase 2     |
| Concursante                   | Obra libre                                                     | Puntuación | Obra obligatoria                                                             | Puntuación |
| ----------------------------- | -------------------------------------------------------------- | ---------- | ---------------------------------------------------------------------------- | ---------- |
| Carlos Rafael Martínez Arroyo | Introducción y tarantela Opus 43 (Pablo Sarasate)              | 9 luces    | Concierto para violín nº 3 K216, tercer movimiento (Wolfgang Amadeus Mozart) | 9 luces    |
| Isabel Morello López          | Fantasía sobre "El Cazador Furtivo" (Paul Taffanel)            | 7 luces*   |                                                                              |            |
| Óscar Vázquez Valiño          | Omaira - Solo para trombón y orquesta (Carlos Pellicer Andrés) | 8 luces*   | Concierto nº 1 en un movimiento (Alexej Lebedjew)                            | 7 luces    |
| Javier Vidal González         | Test de caja (Manel Ramada)                                    | 5 luces    |                                                                              |            |
| Jaime González Díaz           | Concierto nº 2 para clarinete y orquesta (Óscar Navarro)       | 11 luces*  | Primera Rapsodia para clarinete y piano (Claude Debussy)                     | 11 luces   |

Hubo un triple empate a 8 luces y se volvió a votar.

#### Programa 4 (31/12/2017)
| Concursante              | Fase 1                                                                    | Fase 1     | Fase 2                                                                                   | Fase 2     |
| Concursante              | Obra libre                                                                | Puntuación | Obra obligatoria                                                                         | Puntuación |
| ------------------------ | ------------------------------------------------------------------------- | ---------- | ---------------------------------------------------------------------------------------- | ---------- |
| Inmaculada Veses Gil     | Pieza de salón para oboe y piano Opus 228 (Jan Kalivoda)                  | 6 luces    | Concierto para oboe y orquesta, primer movimiento sin cadencia (Wolfgang Amadeus Mozart) | 8 luces    |
| Sara Valencia Villeta    | Capricho Vasco (Pablo Sarasate)                                           | 10 luces   | Concierto para violín nº 3, segundo movimiento (Wolfgang Amadeus Mozart)                 | 12 luces   |
| Alba Escobar Ortega      | Concierto para flauta y orquesta, primer movimiento (Carl Reinecke)       | 4 luces    |                                                                                          |            |
| Luis Miguel Aguilar Mula | Concierto nº 2 para clarinete y orquesta Opus 74 (Carl Maria von Weber)   | 9 luces    | Concierto nº 1 en Fa menor Op. 23, primer movimiento (Carl Maria von Weber)              | 7 luces    |
| Jimena Eisele Farag      | Sonata para arpa en Fa menor, Allegro ma no troppo (Jean-Baptiste Cardon) | 5 luces    |                                                                                          |            |

#### Programa 5 (07/01/2018)
| Concursante            | Fase 1                                                                  | Fase 1     | Fase 2                                                                        | Fase 2     |
| Concursante            | Obra libre                                                              | Puntuación | Obra obligatoria                                                              | Puntuación |
| ---------------------- | ----------------------------------------------------------------------- | ---------- | ----------------------------------------------------------------------------- | ---------- |
| Helena Garreta Suárez  | Basidioles (Bernard Andrès)                                             | 6 luces    |                                                                               |            |
| Annibel Guitiérrez     | Suite para cello solo, Intermezzo y danza final (Gaspar Cassadó)        | 5 luces    |                                                                               |            |
| Miguel Rueda Carpio    | Concierto para trompeta y orquesta (Alexander Arutiunian)               | 7 luces    | Concierto para trompeta y orquesta, segundo movimiento (Joseph Haydn)         | 5 luces    |
| Jorge Giménez Cerdó    | Concierto para cello nº 1 en Do Mayor, tercer movimiento (Joseph Haydn) | 9 luces    | Suite para cello nº 3 BWV 1009, Preludio                                      | 9 luces    |
| Ángel Pareja Francisco | Solo para flauta, Image (Eugène Bozza)                                  | 7 luces    | Concierto para flauta en Re Mayor Op. 283, segundo movimiento (Carl Reinecke) | 9 luces    |

#### Programa 6 (14/01/2018)
| Concursante            | Fase 1                                                                            | Fase 1     | Fase 2                                                                       | Fase 2     |
| Concursante            | Obra libre                                                                        | Puntuación | Obra obligatoria                                                             | Puntuación |
| ---------------------- | --------------------------------------------------------------------------------- | ---------- | ---------------------------------------------------------------------------- | ---------- |
| Teresa Álvarez García  | Suite para cello solo, Preludio Fantasía (Gaspar Cassadó)                         | 7 luces    | Sonata en La Mayor Opus 69, primer movimiento (Ludwig van Beethoven)         | 9 luces    |
| Alicia Martínez Trillo | Partita para violín solo n.º 3, BWV 1006, Gavota en rondó (Johann Sebastian Bach) | 7 luces    | Concierto nº 4 en Re Mayor K218, tercer movimiento (Wolfgang Amadeus Mozart) | 3 luces    |
| Noel Sáez Tur          | Método de Caisse-Claire (Jacques Delécluse)                                       | 7 luces    | Keiskleiriana Estudio nº 1 (Jacques Delécluse)                               | 4 luces    |
| Vicente Pellicer Dolz  | Romance para fagot y piano Opus 62 (Edward Elgar)                                 | 5 luces    |                                                                              |            |
| Ernest Serna Cabañero  | Entrada para trompeta y piano (Arthur Honegger)                                   | 4 luces    |                                                                              |            |

#### Programa 7 (21/01/2018)
| Concursante                | Fase 1                                                                       | Fase 1     | Fase 2                                                                  | Fase 2     |
| Concursante                | Obra libre                                                                   | Puntuación | Obra obligatoria                                                        | Puntuación |
| -------------------------- | ---------------------------------------------------------------------------- | ---------- | ----------------------------------------------------------------------- | ---------- |
| David Cano Barraco         | Dos danzas mexicanas para marimba, segunda danza (Gordon Stout)              | 12 luces   | Keiskleiriana Estudio nº 1 (Jacques Delécluse)                          | 11 luces   |
| Iván Jiménez González      | Nocturno Opus 17, segundo movimiento (Franz Doppler)                         | 6 luces    |                                                                         |            |
| Antonio Lasheras Torres    | Concierto para trompa nº 3 K477, primer movimiento (Wolfgang Amadeus Mozart) | 5 luces    |                                                                         |            |
| Juan Camilo Tróchez Guzmán | Concierto para trombón y orquesta, primer movimiento (Henri Tomasi)          | 10 luces   | Balada para trombón y piano Opus 62 (Eugène Bozza)                      | 11 luces   |
| María Martín Ruiz          | Concierto para fagot en Mi mejor, primer movimiento (Antonio Vivaldi)        | 8 luces    | Concierto para fagot K191, segundo movimiento (Wolfgang Amadeus Mozart) | 9 luces    |

#### Programa 8 (28/01/2018)
| Concursante                  | Fase 1                                                                   | Fase 1     | Fase 2                                                                                | Fase 2     |
| Concursante                  | Obra libre                                                               | Puntuación | Obra obligatoria                                                                      | Puntuación |
| ---------------------------- | ------------------------------------------------------------------------ | ---------- | ------------------------------------------------------------------------------------- | ---------- |
| Bernardino Assunçao Sales    | Homenaje a Manuel de Falla (Béla Kovács)                                 | 10 luces   | Concierto para clarinete y orquesta K622, tercer movimiento (Wolfgang Amadeus Mozart) | 9 luces    |
| María Teresa López Berenguer | Sinfonische Kanzone Opus 114 (Sigfrid Karg-Elert)                        | 6 luces    |                                                                                       |            |
| Javier Martín de la Torre    | Concierto para viola y piano Op.36, primer movimiento (Henri Vieuxtemps) | 9 luces    | Concierto para viola, primer movimiento (Carl Stamitz)                                | 7 luces    |
| Guillermo Artés Amate        | Laudatio para trompa sola (Bernhard Krol)                                | 6 luces    |                                                                                       |            |
| Jesús Reíllo Martínez        | Concierto para marimba y orquesta, primer movimiento (Ney Rosauro)       | 10 luces   | Cinco piezas breves, primera pieza (Jacques Delécluse)                                | 9 luces    |

#### Programa 9 (04/02/2018)
| Concursante               | Fase 1                                                              | Fase 1     | Fase 2                                                                             | Fase 2     |
| Concursante               | Obra libre                                                          | Puntuación | Obra obligatoria                                                                   | Puntuación |
| ------------------------- | ------------------------------------------------------------------- | ---------- | ---------------------------------------------------------------------------------- | ---------- |
| Javier Prieto Dólera      | Tico-Tico no fubá (Zequinha de Abreu)                               | 8 luces    | Concierto para oboe en Do Mayor KV314, primer movimiento (Wolfgang Amadeus Mozart) | 5 luces    |
| Daniel Mozas Lozano       | Estudio Arhus nº 9 para caja (Bent Lylloff)                         | 5 luces    |                                                                                    |            |
| Pablo Neva Colazo         | Sea eagle para trompa sola Opus 103 (Peter Maxwell Davies)          | 7 luces    | Concierto para trompa nº 3 KV447, tercer movimiento (Wolfgang Amadeus Mozart)      | 9 luces    |
| Alberto Bonillo Losa      | Concertino para trombón Opus 4, primer movimiento (Ferdinand David) | 6 luces    |                                                                                    |            |
| Saulo José Guerra Marrero | Carnyx para clarinete solo (Șerban Nichifor)                        | 9 luces    | Concierto para clarinete nº 1 Opus 73, primer movimiento (Carla Maria von Weber)   | 12 luces   |

#### Programa 10 (11/02/2018)
| Concursante           | Fase 1                                                                       | Fase 1     | Fase 2                                                                                 | Fase 2     |
| Concursante           | Obra libre                                                                   | Puntuación | Obra obligatoria                                                                       | Puntuación |
| --------------------- | ---------------------------------------------------------------------------- | ---------- | -------------------------------------------------------------------------------------- | ---------- |
| Andrea Blázquez       | Sonata para flauta y piano Opus 94, primer movimiento (Serguéi Prokófiev)    | 8 luces    | Concierto para flauta y orquesta Opus 283, segundo movimiento (Carl Reinecke)          | 9 luces    |
| Alberto Muñoz Vicente | Sonata para violonchelo y piano Opus 65, tercer movimiento (Frédéric Chopin) | 8 luces    | Concierto para violonchelo y orquesta nº 9, primer movimiento (Luigi Boccherini)       | 2 luces    |
| Iván Ramón Martínez   | Homenaje a Manuel de Falla (Béla Kovács)                                     | 7 luces    | Concierto para clarinete en La Mayor K622, primer movimiento (Wolfgang Amadeus Mozart) | 10 luces   |
| Iván Toboso Llopis    | Pieza sinfónica para trombón y piano Opus 88 (Alexandre Guilmant)            | 6 luces    |                                                                                        |            |
| Adrián Huigera Rueda  | Suomineito (Nebojša Jovan Živković)                                          | 6 luces    |                                                                                        |            |

#### Primera final (18/02/2018)
| Concursante                | Fase 1                                                                      | Fase 2                                                           |
| Concursante                | Primera obra                                                                | Segunda obra                                                     |
| -------------------------- | --------------------------------------------------------------------------- | ---------------------------------------------------------------- |
| Jesús Reíllo Martínez      | Sinfonía nº 9 en Re menor Op. 125, primer movimiento (Ludwig van Beethoven) |                                                                  |
| Saulo José Guerra Marrero  | Sinfonía nº 9 (Dmitri Shostakóvich)                                         | Sinfonía nº 6 Pastoral, primer movimiento (Ludwig van Beethoven) |
| Juan Camilo Tróchez Guzmán | Réquiem en Re menor R626, segundo movimiento (Wolfgang Amadeus Mozart)      | Sinfonía nº 3 en Re menor, primer movimiento (Gustav Mahler)     |
| David Cano Barranco        | Sinfonía nº 9 en Re menor Op. 125, primer movimiento (Ludwig van Beethoven) | Porgy y Bess, Ópera en 3 actos (George Gershwin)                 |
| Carlos Tavira Molina       | Cuadros de una exposición, Promenade (Modest Músorgski)                     | Sinfonía nº 4 en Do menor, primer movimiento (Gustav Mahler)     |
| Jorge Giménez Cerdó        | Guillermo Tell, Ópera en 4 actos (Gioachino Rossini)                        |                                                                  |
| Ángel Pareja Francisco     | Dafnis y Cloe (Ballet), segundo movimiento (Maurice Ravel)                  |                                                                  |

#### Segunda final (25/02/2018)
| Concursante               | Fase 1                                                                  | Fase 2                                                  |
| Concursante               | Primera obra                                                            | Segunda obra                                            |
| ------------------------- | ----------------------------------------------------------------------- | ------------------------------------------------------- |
| Iván Ramón Martínez       | Danzas de Galanta (Zoltán Kodály)                                       |                                                         |
| Paula Sastre Niño         | Las bodas de Fígaro, obertura (Wolfgang Amadeus Mozart)                 |                                                         |
| Bernardino Assunçao Sales | Danzas de Galanta (Zoltán Kodály)                                       | Danzas de Galanta (Zoltán Kodály)                       |
| Daniel López Arribas      | La consagración de la primavera (Ígor Stravinski)                       | Bolero (Maurice Ravel)                                  |
| Teresa Álvarez García     | Sinfonía nº 2 en Re Mayor Opus 73, segundo movimiento (Johannes Brahms) |                                                         |
| Jaime González Díaz       | Sinfonía nº 6 Pastoral, primer movimiento (Ludwig van Beethoven)        |                                                         |
| Sara Valencia Villeta     | Sinfonía nº 1 en Do menor Opus 68, primer movimiento (Johannes Brahms)  | Las bodas de Fígaro, obertura (Wolfgang Amadeus Mozart) |

#### Concierto final (04/03/2018)
Para el concierto final se interpretaron piezas de películas y música clásica.
- Don Giovanni de Wolfgang Amadeus Mozart
- Cavalleria rusticana de Pietro Mascagni
- El bueno, el feo y el malo de Ennio Morricone
- Star Wars (Popurrí) de John Williams

## Segunda temporada

### Aspirantes
| Nombre                           | Procedencia                     | Edad    | Instrumento      |
| -------------------------------- | ------------------------------- | ------- | ---------------- |
| Alberto Ruiz                     | Móstoles, Madrid                | 23 años | Percusión        |
| Iratxe Paredes Ruiz              | Irún, Guipúzcoa                 | 25 años | Violonchelo      |
| Anabel Gil Díaz                  | La Habana, Cuba                 | 24 años | Flauta travesera |
| Borja Camps Ros                  | Alboraya, Valencia              | 18 años | Percusión        |
| José Manuel Brazo García         | Utrera, Sevilla                 | 25 años | Saxofón          |
| Fabiola Saglimbeni Montilva      | Venezuela                       | 25 años | Violín           |
| José Ángel Santo Tomás           | León                            | 22 años | Percusión        |
| Nuria González García            | Dos Torres, Córdoba             | 23 años | Viola            |
| Omar Hamido Ortega               | Jaén                            | 25 años | Clarinete        |
| Silvia París de Benito           | Valdaracete, Madrid             | 16 años | Bombardino       |
| Adrián Obispo Romero             | Tres Cantos, Madrid             | 23 años | Violonchelo      |
| Gabriel Ortega Molina            | Jaén                            | 25 años | Fagot            |
| Elías Zaabi Sáez                 | Tres Cantos, Madrid             | 21 años | Viola            |
| José María Muñoz Cabrera         | Málaga                          | 23 años | Trompeta         |
| Teresa Bulungu Lufuluabo Pastor  | Madrid                          | 23 años | Saxofón          |
| Elena Barrios Campo              | Sevilla                         | 18 años | Flauta travesera |
| Paula Merino Carretero           | Casla, Segovia                  | 13 años | Violonchelo      |
| Guillermo López Cañadilla        | Aguilar de la Frontera, Córdoba | 19 años | Trombón          |
| José Manuel Ribera González      | Fontanares, Valencia            | 23 años | Saxofón          |
| Iván Camacho Sánchez-Ballesteros | Valdepeñas, Ciudad Real         | 23 años | Clarinete        |
| Tomás Jesús Ocaña González       | Málaga                          | 19 años | Clarinete        |
| Jordi Navarro Porcar             | Liria, Valencia                 | 24 años | Percusión        |
| Ana Hervás Ferrer                | Valencia                        | 19 años | Clarinete        |
| Jaime Martín                     | El Espinar, Segovia             | 17 años | Trompeta         |
| Enrique Zambrano Guerrero        | Granada                         | 29 años | Saxofón          |
| Inés Martínez Vidal              | Benidorm, Alicante              | 21 años | Fagot            |
| Ainhoa María Castelló Amorós     | Agost, Alicante                 | 20 años | Violonchelo      |

### Desarrollo
En cada programa 3 concursantes interpretan una obra libre escogida por ellos y una obra obligatoria. Para la obra obligatoria acuden a una academia donde se les imparte clase. Después de escuchar las dos piezas el jurado escoge quién de los 3 concursantes pasa a la semifinal. En esta ocasión no se puntúa con luces a los concursantes. En la semifinal interpretan dos obras obligatorias y es Miguel Ángel Gómez Martínez, el director de la Orquesta Sinfónica de RTVE, quien decide qué concursantes pasan a tocar con la orquesta. Para esta segunda edición el ganador recibe un premio en metálico de 5.000 euros. La última semifinal tuvo temática navideña al emitirse en fechas navideñas.

#### Programa 1 (07/10/2018)
| Concursante         | Fase 1                                                      | Fase 2                                                                     |
| Concursante         | Obra libre                                                  | Obra obligatoria                                                           |
| ------------------- | ----------------------------------------------------------- | -------------------------------------------------------------------------- |
| Alberto Ruiz        | Marcha para cuatro timbales (Elliott Carter)                | Cinco piezas breves, 4º movimiento (Jacques Delécluse)                     |
| Iratxe Paredes Ruiz | El carnaval de los animales, El Cisne (Camille Saint-Saëns) | Concierto para violonchelo nº 9 en Si bemol Mayor G 482 (Luigi Boccherini) |
| Anabel Gil Díaz     | Sonata para flauta y piano, Opus 94 (Serguéi Prokófiev)     | Concierto para flauta nº 1 en Sol Mayor K313 (Wolfgang Amadeus Mozart)     |

#### Programa 2 (14/10/2018)
| Concursante                 | Fase 1                                                   | Fase 2                                                                       |
| Concursante                 | Obra libre                                               | Obra obligatoria                                                             |
| --------------------------- | -------------------------------------------------------- | ---------------------------------------------------------------------------- |
| Borja Camps Ros             | Island Magic (Dave Weckl)                                | Cinco piezas breves, 4º movimiento (Jacques Delécluse)                       |
| José Manuel Brazo García    | Scaramouche, Suite para saxofón y piano (Darius Milhaud) | Concierto para saxofón alto en Mi bemol Mayor, Opus 109 (Aleksandr Glazunov) |
| Fabiola Saglimbeni Montilva | Romanza andaluza (Pablo Sarasate)                        | Sonata F-A-E Scherzo para violín y piano (Johannes Brahms)                   |

#### Programa 3 (21/10/2018)
- Invitado: Jorge Pardo

| Concursante            | Fase 1                                                   | Fase 2                                                              |
| Concursante            | Obra libre                                               | Obra obligatoria                                                    |
| ---------------------- | -------------------------------------------------------- | ------------------------------------------------------------------- |
| José Ángel Santo Tomás | Tornado solo para tambor (Mitch Markovich)               | Cinco piezas breves, 4º movimiento (Jacques Delécluse)              |
| Nuria González García  | Sonata para viola y piano en Re Menor (Mijaíl Glinka)    | Romanza para viola y piano, Opus 85 (Max Bruch)                     |
| Omar Hamido Ortega     | Primera rapsodia para clarinete y piano (Claude Debussy) | Concierto para clarinete y orquesta K 622 (Wolfgang Amadeus Mozart) |

#### Programa 4 (28/10/2018)
- Invitado: Bruno Axel

| Concursante            | Fase 1                                                                      | Fase 2                                                                     |
| Concursante            | Obra libre                                                                  | Obra obligatoria                                                           |
| ---------------------- | --------------------------------------------------------------------------- | -------------------------------------------------------------------------- |
| Silvia París de Benito | Concierto para bombardino y piano (Joseph Horovitz)                         | Pantomima, solo para bombardino (Philip Sparke)                            |
| Adrián Obispo Romero   | Preludio de la Suite para violonchelo nº 1 BWV 1007 (Johann Sebastian Bach) | Concierto para violonchelo nº 9 en Si bemol Mayor G 482 (Luigi Boccherini) |
| Gabriel Ortega Molina  | Concierto para fagot en Mi Menor RV 484 (Antonio Vivaldi)                   | Concierto para fagot en Si bemol Mayor K 191 (Wolfgang Amadeus Mozart)     |

#### Programa 5 (04/11/2018)
- Invitado: The Sir Aligator's Company

| Concursante                     | Fase 1                                                                  | Fase 2                                                                       |
| Concursante                     | Obra libre                                                              | Obra obligatoria                                                             |
| ------------------------------- | ----------------------------------------------------------------------- | ---------------------------------------------------------------------------- |
| Elías Zaabi Sáez                | Sonata para viola y piano en Mi bemol Mayor, Opus 120 (Johannes Brahms) | Romanza para viola y piano, Opus 85 (Max Bruch)                              |
| José María Muñoz Cabrera        | Concierto para trompeta en Re Menor (Georg Philipp Telemann)            | Concierto para trompeta y orquesta en Mi bemol Mayor (Joseph Haydn)          |
| Teresa Bulungu Lufuluabo Pastor | Cuadros de Provenza, Suite para saxo alto (Paule Maurice)               | Concierto para saxofón alto en Mi bemol Mayor, Opus 109 (Aleksandr Glazunov) |

#### Programa 6 (11/11/2018)
- Invitado: Enrique García Asensio

| Concursante               | Fase 1                                                   | Fase 2                                                                     |
| Concursante               | Obra libre                                               | Obra obligatoria                                                           |
| ------------------------- | -------------------------------------------------------- | -------------------------------------------------------------------------- |
| Elena Barrios Campo       | Sonata para flauta y piano (Francis Poulenc)             | Concierto para flauta nº 1 en Sol Mayor K313 (Wolfgang Amadeus Mozart)     |
| Paula Merino Carretero    | Siciliana en Mi bemol Mayor (Maria Theresia von Paradis) | Concierto para violonchelo nº 9 en Si bemol Mayor G 482 (Luigi Boccherini) |
| Guillermo López Cañadilla | Meditación, solo para trombón bajo (Frigyes Hidas)       | Concierto nº 1 en un movimiento (Alexej Lebedjew)                          |

#### Programa 7 (18/11/2018)
- Invitado: StradivariaS

| Concursante                      | Fase 1                                                 | Fase 2                                                                  |
| Concursante                      | Obra libre                                             | Obra obligatoria                                                        |
| -------------------------------- | ------------------------------------------------------ | ----------------------------------------------------------------------- |
| José Manuel Ribera González      | Sonata para saxofón alto y piano (Paul Creston)        | Concierto para saxofón alto y piano (Aleksandr Glazunov)                |
| Iván Camacho Sánchez-Ballesteros | Concierto para clarinete (Aaron Copland)               | Concierto para clarinete en La Mayor, Allegro (Wolfgang Amadeus Mozart) |
| Tomás Jesús Ocaña González       | Concierto para clarinete y piano (Camille Saint-Saëns) | Concierto para clarinete en La Mayor, Adagio (Wolfgang Amadeus Mozart)  |

#### Programa 8 (25/11/2018)
- Invitado: Camille Berthollet y Julie Berthollet

| Concursante          | Fase 1                                                                   | Fase 2                                                                  |
| Concursante          | Obra libre                                                               | Obra obligatoria                                                        |
| -------------------- | ------------------------------------------------------------------------ | ----------------------------------------------------------------------- |
| Jordi Navarro Porcar | Dos danzas mexicanas para marimba, 2ª danza (Gordon Stout)               | Cinco piezas breves, 4º movimiento (Jacques Delécluse)                  |
| Ana Hervás Ferrer    | Concierto para clarinete y orquesta nº 2, Opus 74 (Carl Maria von Weber) | Concierto para clarinete en La Mayor, Allegro (Wolfgang Amadeus Mozart) |
| Jaime Martín         | Concierto para trompeta en Mi bemol (Johann Nepomuk Hummel)              | Concierto para trompeta y orquesta (Joseph Haydn)                       |

#### Programa 9 (02/12/2018)
- Invitado: Pilar Jurado

| Concursante                  | Fase 1                                                           | Fase 2                                                                       |
| Concursante                  | Obra libre                                                       | Obra obligatoria                                                             |
| ---------------------------- | ---------------------------------------------------------------- | ---------------------------------------------------------------------------- |
| Enrique Zambrano Guerrero    | Balada para saxofón alto y piano (Henri Tomasi)                  | Concierto para saxofón alto en Mi bemol Mayor, Opus 109 (Aleksandr Glazunov) |
| Inés Martínez Vidal          | Concierto para fagot en Fa Mayot, Opus 75 (Carl Maria von Weber) | Concierto para fagot en Mi bemol Mayor K191 (Wolfgang Amadeus Mozart)        |
| Ainhoa María Castelló Amorós | Elegía para violonchelo y orquesta (Gabriel Fauré)               | Concierto para violonchelo nº 9 en Si bemol Mayor G 482 (Luigi Boccherini)   |

#### Primera semifinal (09/12/2018)
| Concursante                 | Fase 1                                                         | Fase 2                                                       |
| Concursante                 | Primera obra                                                   | Segunda obra                                                 |
| --------------------------- | -------------------------------------------------------------- | ------------------------------------------------------------ |
| José Ángel Santo Tomás      | Concierto nº 1 para marimba y orquesta (Ney Rosauro)           | Tchik, pieza para caja sola (Nicolas Martynciow)             |
| José Manuel Ribera González | Sonata para saxofón alto y piano (Paul Hindemith)              | Sonata para saxofón alto y piano, Opus 29 (Robert Muczynski) |
| Ana Hervás Ferrer           | Sonata para clarinete y piano nº 2, Opus 120 (Johannes Brahms) | Fantasía para clarinete solo (Jörg Widmann)                  |

#### Segunda semifinal (16/12/2018)
| Concursante         | Fase 1                                                    | Fase 2                                           |
| Concursante         | Primera obra                                              | Segunda obra                                     |
| ------------------- | --------------------------------------------------------- | ------------------------------------------------ |
| Inés Martínez Vidal | Sonata para fagot y piano, Opus 168 (Camille Saint-Saëns) | Sonatina para fagot y piano (Alexandre Tansman)  |
| Elena Barrios Campo | Concierto para flauta, Opus 238 (Carl Reinecke)           | Fantasías para flauta (Georg Philipp Telemann)   |
| Alberto Ruiz        | Concierto nº 1 para marimba y orquesta (Ney Rosauro)      | Tchik, pieza para caja sola (Nicolas Martynciow) |

#### Tercera semifinal (23/12/2018)
- Invitado: Abraham Cupeiro

| Concursante                     | Fase 1                                                       | Fase 2                                            |
| Concursante                     | Primera obra                                                 | Segunda obra                                      |
| ------------------------------- | ------------------------------------------------------------ | ------------------------------------------------- |
| Borja Camps Ros                 | Concierto nº 1 para marimba y orquesta (Ney Rosauro)         | Tchik, pieza para caja sola (Nicolas Martynciow)  |
| Gabriel Ortega Molina           | Sonata para fagot y piano, Opus 168 (Camille Saint-Saëns)    | Sonatina para fagot y piano (Alexandre Tansman)   |
| Teresa Bulungu Lufuluabo Pastor | Sonata para saxofón alto y piano, Opus 29 (Robert Muczynski) | Sonata para saxofón alto y piano (Paul Hindemith) |

#### Concierto final (30/12/2018)
Para el concierto final se interpretaron piezas de películas y música clásica.
- Obertura de La flauta mágica KV 620 de Wolfgang Amadeus Mozart
- Danzas fantásticas, tercer movimiento (Orgía) de Joaquín Turina
- Popurrí de sintonías de TVE, arreglos de Juan José García Caffi
- Mambo (West Side Story de Leonard Bernstein
- Masquerade Suite, 1º movimiento (Vals) de Aram Jachaturián
- The Raiders March (Indiana Jones) de John Williams
- Marcha Radetzky de Johann Strauss

Durante el último programa intervinieron Les Luthiers, José Mercé, Fran Perea, Bruno Axel, Asier Polo y Jorge Pardo. El ganador del concurso fue José Manuel Ribera González.

## Audiencias
| Temporada | Programas | Estreno                 | Final                   | Audiencia media |
| --------- | --------- | ----------------------- | ----------------------- | --------------- |
| 1         | 13        | 10 de diciembre de 2017 | 4 de marzo de 2018      | 135 000 (2,3%)  |
| 2         | 13        | 7 de octubre de 2018    | 30 de diciembre de 2018 | 145 000 (2,6%)  |

### Primera temporada (2017-2018)
| N.º (serie) | N.º (temp.) | Fecha de emisión        | Características   | Audiencia      |
| ----------- | ----------- | ----------------------- | ----------------- | -------------- |
| 1           | 1           | 10 de diciembre de 2017 | Programa 1        | 131 000 (2,3%) |
| 2           | 2           | 17 de diciembre de 2017 | Programa 2        | 110 000 (2,1%) |
| 3           | 3           | 24 de diciembre de 2017 | Programa 3        | 87 000 (1,9%)  |
| 4           | 4           | 31 de diciembre de 2017 | Programa 4        | 115 000 (2,2%) |
| 5           | 5           | 7 de enero de 2018      | Programa 5        | 169 000 (2,4%) |
| 6           | 6           | 14 de enero de 2018     | Programa 6        | 151 000 (2,3%) |
| 7           | 7           | 21 de enero de 2018     | Programa 7        | 112 000 (1,9%) |
| 8           | 8           | 28 de enero de 2018     | Programa 8        | 92 000 (1,4%)  |
| 9           | 9           | 4 de febrero de 2018    | Programa 9        | 206 000 (2,8%) |
| 10          | 10          | 11 de febrero de 2018   | Programa 10       | 152 000 (2,6%) |
| 11          | 11          | 18 de febrero de 2018   | Primera semifinal | 148 000 (2,8%) |
| 12          | 12          | 25 de febrero de 2018   | Segunda semifinal | 163 000 (2,9%) |
| 13          | 13          | 4 de marzo de 2018      | Gala final        | 122 000 (2,0%) |

### Segunda temporada (2018)
| N.º (serie) | N.º (temp.) | Fecha de emisión        | Características   | Audiencia      |
| ----------- | ----------- | ----------------------- | ----------------- | -------------- |
| 14          | 1           | 7 de octubre de 2018    | Programa 1        | 139 000 (2,5%) |
| 15          | 2           | 14 de octubre de 2018   | Programa 2        | 200 000 (3,0%) |
| 16          | 3           | 21 de octubre de 2018   | Programa 3        | 182 000 (3,4%) |
| 17          | 4           | 28 de octubre de 2018   | Programa 4        | 140 000 (2,1%) |
| 18          | 5           | 4 de noviembre de 2018  | Programa 5        | 148 000 (2,6%) |
| 19          | 6           | 11 de noviembre de 2018 | Programa 6        | 127 000 (2,4%) |
| 20          | 7           | 18 de noviembre de 2018 | Programa 7        | 157 000 (2,5%) |
| 21          | 8           | 25 de noviembre de 2018 | Programa 8        | 153 000 (2,7%) |
| 22          | 9           | 2 de diciembre de 2018  | Programa 9        | 137 000 (2,6%) |
| 23          | 10          | 9 de diciembre de 2018  | Primera semifinal | 141 000 (2,9%) |
| 24          | 11          | 16 de diciembre de 2018 | Segunda semifinal | 105 000 (1,8%) |
| 25          | 12          | 23 de diciembre de 2018 | Tercera semifinal | 112 000 (2,3%) |
| 26          | 13          | 30 de diciembre de 2018 | Gala final        | 147 000 (3,0%) |